# Cleberson Souza Santos
Cleberson Souza Santos, oftmals nur Cleberson, (* 10. Februar 1978 in Salvador da Bahia) ist ein ehemaliger brasilianischer Fußballspieler.

## Karriere
Wie bei vielen brasilianischen Fußballern, lässt sich Clebersons Karriereverlauf nicht mit letzter Sicherheit rekonstruieren. Bereits 1996 spielte der Abwehrspieler für Clube do Remo im Bundesstaat Pará. Um 2000 verdingte er sich bei Atlético Rio Negro Clube (AM) im Bundesstaat Amazonas, bevor er 2002 für Botafogo FR in der brasilianischen Meisterschaft kickte. Im Anschluss war er bei Bangu AC tätig.
2004 spielte er vermutlich für Al-Wahda in Saudi-Arabien und schloss sich nach seiner Rückkehr Anfang 2005 seinem alten Verein Clube do Remo an. Nächste Station war AD Cabofriense, wo er für eine Schlagzeile sorgte, nachdem er im April 2007 einem Schiedsrichter nach einem Freistoßpfiff gegen ihn auf die Wange küsste und dafür die gelbe Karte sah.
Im Juni 2007 wurde er als vierter Brasilianer vom neu gegründeten neuseeländischen A-League-Team Wellington Phoenix verpflichtet und kam in der Frühphase der Saison zu drei Ligaeinsätzen. Bereits Anfang November 2007 wurde er gemeinsam mit seinem Landsmann George wieder aus seinem Vertrag entlassen, da er in den weiteren Planungen von Phoenix keine Rolle mehr spielte. Cleberson kehrte daraufhin nach Brasilien zurück und spielte bis Mitte 2008 bei América FC.